# Medvědi (gay subkultura)

Vlajka Mezinárodního medvědího bratrstva, vytvořená v roce 1995 Craigem Byrnesem.

Medvědi jsou jedna z mnoha subkultur LGBT+ komunity. Jako medvědi se zpravidla označují maskulinní, velcí a chlupatí gayové. Přesto je definice medvěda volnější a neklade se přílišný důraz na vzhled.
Medvědí komunita se zabývá bodyshamingem, tělesnou neutralitou a pozitivitou.

## Historie medvědí komunity
Termín „medvěd“ zpopularizoval v USA Richard Bulger, který spolu se svým tehdejším partnerem Chrisem Nelsonem (1960–2006) založil v roce 1987 časopis Bear Magazine. George Mazzei napsal v roce 1979 pro časopis The Advocate článek s názvem „Who's Who in the Zoo?“, který gaye charakterizoval jako sedm druhů zvířat, včetně medvědů.

## Medvědí komunita ve světě
Ve většině světových zemí je možné nalézt medvědí komunity. Může se jednat o malé skupiny, či velká sdružení až organizace. Různé medvědí komunity pořádají pravidelné mezinárodní akce jako například International Sitges Bear Week, který je pořádán každoročně v srpnu již od roku 2001.

## Medvědi v České republice
V České republice lze najít několik aktivních medvědích uskupení, k nimž náleží Prague Bears, Brno Bears a Bears of Ostrava.
Bears of Ostrava vznikli v roce 2012 jako Moravskoslezští medvědi. Název Bears of Ostrava používají od roku 2021, od roku 2023 fungují jako zapsaný spolek. Pořádají kulturní akce a spolupracují s dalšími organizacemi a lidmi, aby zajistili co nejlepší podmínky pro všechny. V roce 2021 byli hosty pořadu The BEARS in EXCESS Show, v roce 2023 byli hosty podcastu Gay Guys.

## Terminologie
- Cub (Mládě) – mladší (nebo mladě vypadající) medvěd.[11]
- Otter (Vydra) – medvěd hubenější, až atletické postavy s méně ochlupením, bez ohledu na věk.[12]
- Ursula – žena, zpravidla lesbické orientace, s podobnými charakteristikami jako medvěd.[13]
- Chaser (Stíhač) – muž, kterého medvědi přitahují a vyhledává je pro vztahy nebo sex.
- Admirer (Obdivovatel) – muž libovolného věku a vzhledu, který medvědy vyhledává, ale ne za účelem vztahů či sexu.